# Bebensee
Bebensee er en by og en kommune i det nordlige Tyskland, beliggende i Amt Leezen under Kreis Segeberg. Kreis Segeberg ligger i den sydøstlige del af delstaten Slesvig-Holsten.

## Geografi
Bebensee ligger omkring 7 km syd for Bad Segeberg og 8 km nord for Bad Oldesloe ved Neversdorfer See. Motorvejen A 21 fører gennem kommunen.